# Цианид кобальта(II)
Цианид кобальта(II) — неорганическое соединение, соль металла кобальта и синильной кислоты с формулой Co(CN)2,
сине-фиолетовые кристаллы,
не растворяется в воде,
образует кристаллогидраты.

## Получение
- Нагревание хлорида кобальта(II) с цианистым калием (катализатор железо):

{\displaystyle {\mathsf {CoCl_{2}+2KCN\ {\xrightarrow {T,Fe}}\ Co(CN)_{2}+2KCl}}}
- Действие цианистого калия на избыток раствора соли кобальта (II):

{\displaystyle {\mathsf {Co(NO_{3})_{2}+2KCN\ {\xrightarrow {}}\ Co(CN)_{2}\cdot 3H_{2}O\downarrow +2KNO_{3}}}}

## Физические свойства
Цианид кобальта(II) образует сине-фиолетовые гигроскопичные кристаллы.
Образует кристаллогидраты состава Co(CN)2•n H2O, где n = 2, 3.
Не растворяется в воде.
Очень токсичен.

## Химические свойства
- Кристаллогидрат ступенчато разлагается при нагревании:

{\displaystyle {\mathsf {Co(CN)_{2}\cdot 3H_{2}O\ {\xrightarrow[{-H_{2}O}]{100^{o}C}}\ Co(CN)_{2}\cdot 2H_{2}O\ {\xrightarrow[{-H_{2}O}]{250^{o}C}}\ Co(CN)_{2}}}}
- Растворяется в избытке цианидов:

{\displaystyle {\mathsf {Co(CN)_{2}+4KCN\ {\xrightarrow {}}\ K_{4}[Co(CN)_{6}]}}}

## Токсичность
Цианид кобальта, как и все цианиды, чрезвычайно ядовит.